# Onsen

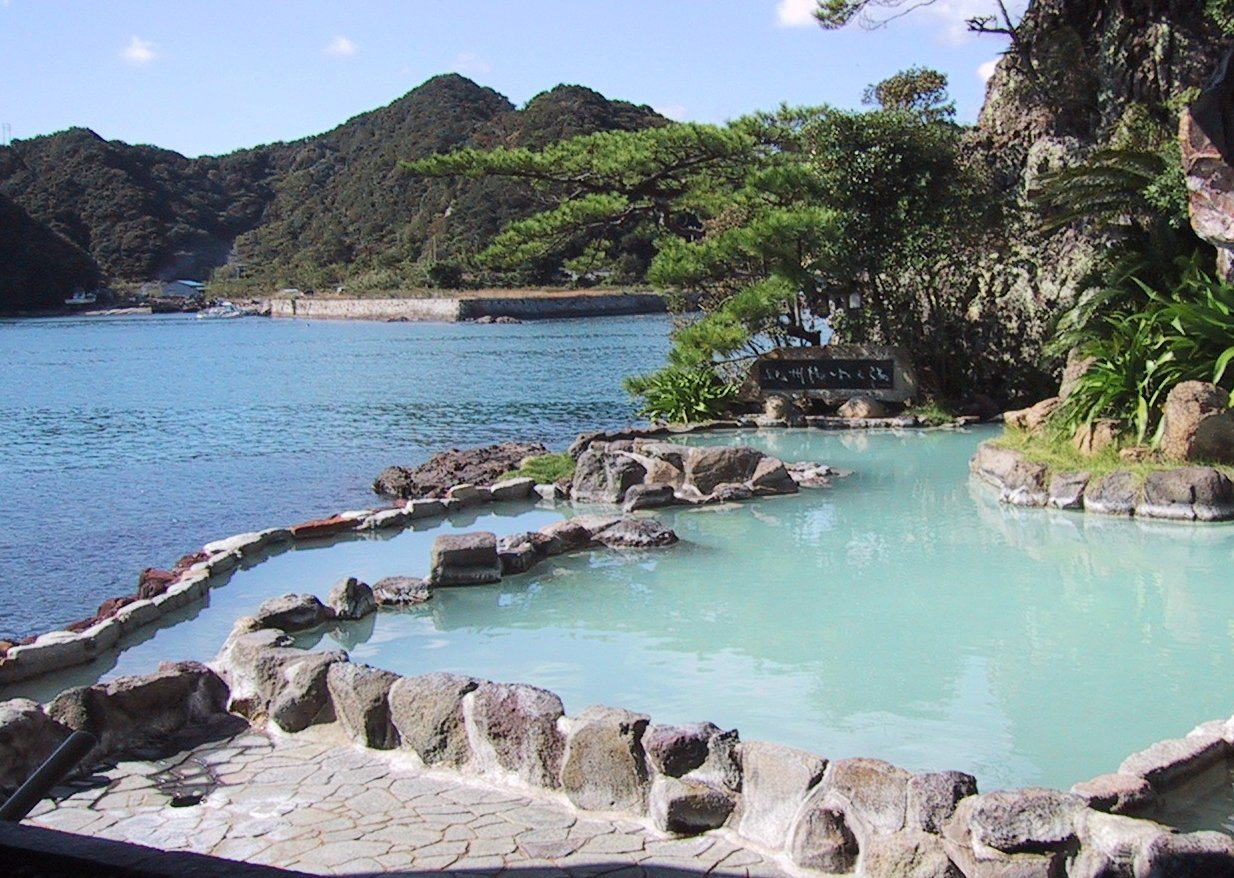
Onsen en la isla Nakanoshima en Nachikatsuura, Wakayama.

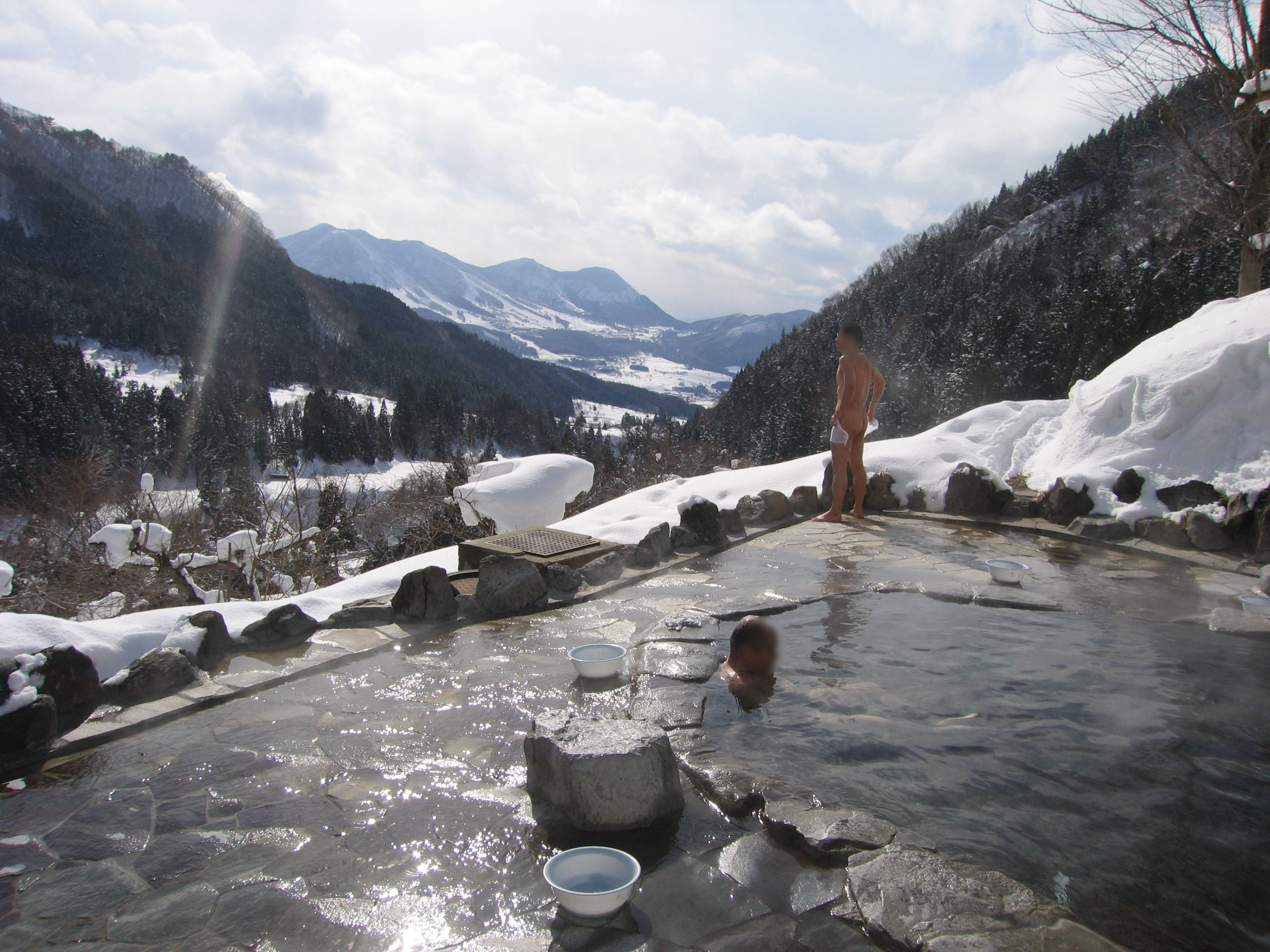
Maguse Onsen, en Kijimadaira, prefectura de Nagano, Japón.

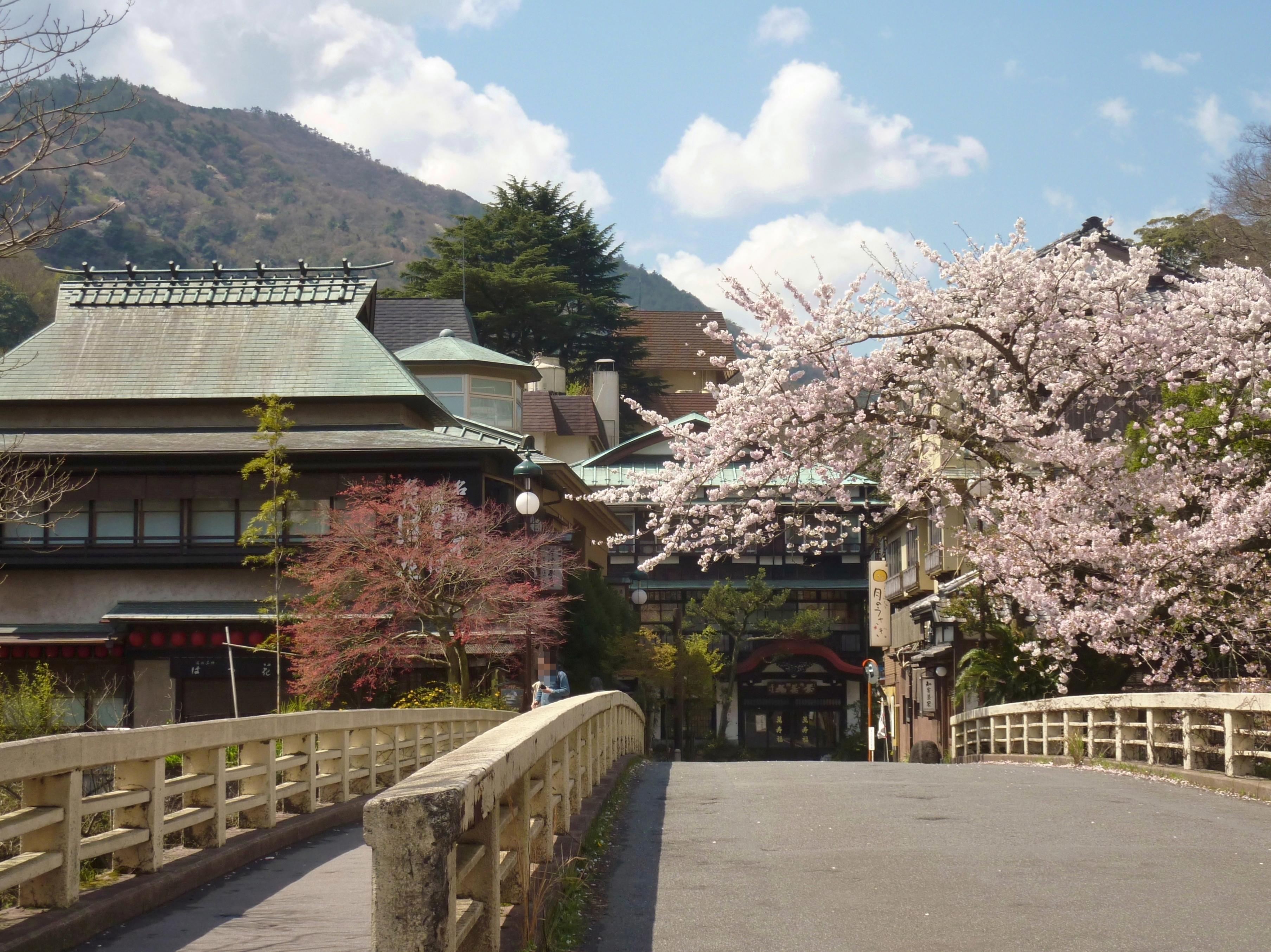
Onsen de Miyanoshita

Se conoce como onsen (温泉?) a las aguas termales de origen volcánico que se encuentran en Japón. Son los baños tradicionales japoneses, que aprovechan el calor natural de estas aguas procedentes de la gran actividad volcánica. Los de uso más común son las casas de baños termales, ya que la gente no suele utilizar los que están al natural por no ser cómodos a la hora del baño (no hay inodoro, ni secador, ni vestidor).
Los onsen difieren unos de otros. Unos solo tienen un gran ofuro (bañera/piscina), otros tienen dos, uno interior y otro exterior; hay Onsen que tienen varios ofuro con diferentes temperaturas o cualidades curativas o de belleza, también tienen sauna (esta suele tener televisión), jacuzzi, carga eléctrica, zonas para dormir. Con una entrada puedes estar todo el día aunque si el onsen a veces tiene un tiempo determinado, pero esto no es muy común. Tienen máquinas para bebidas y snacks aunque hay muchos que tienen restaurante, ya que se suele ir con la familia o los amigos a pasar el día.
Al ser un país de actividad volcánica, Japón tiene muchos onsens repartidos por todas sus islas principales.
Hay hoteles con onsen, y te proporcionan yukata ("kimono" de algodón) y geta (chanclas de madera) para poder salir sin tener que vestirte y desvestirte cada vez que entras o sales, y es muy común ver a la gente por los alrededores del hotel, de compras o paseando con las yukata del hotel.
Tradicionalmente, los onsens se situaban al aire libre, aunque ahora muchas posadas han construido también instalaciones de baño interiores. Hoy en día, dado que la mayoría de los hogares tienen su propio baño, el número de baños públicos tradicionales ha disminuido, pero el número de ciudades termales turísticas ha aumentado (las más notables son Kinosaki Onsen, Togura Kamiyamada Onsen [ja] y Akanko Onsen [ja]). Los onsens, por definición, utilizan agua caliente natural de manantiales calentados geotérmicamente.
En las ciudades de Yamaguchi y Matsuyama (aunque hay alguna más) hay muchos hoteles onsen, que hay muchos onsen al aire libre para los pies, donde la gente se sienta para relajarse y hablar mientras tiene los pies calientes. Es muy común ver a la gente joven de la ciudad quedar en estos onsen de pies para pasar el rato y charlar, ya que algunos tienen un tejadillo y es muy útil para protegerse, sobre todo en el frío invierno. Estos hoteles suelen tener servicio de onsen privado, en los que sí puede entrar una pareja mixta, solo que hay que reservar, porque suelen ser muy solicitados. Recordar que las yukata no son de regalo y que hay que devolverlos.

## Definición
Según la Ley de Aguas Termales (温泉法, Onsen Hō), el onsen se define como "agua caliente, agua mineral y vapor de agua u otro gas (excluyendo el gas natural cuyo componente principal es el hidrocarburo) que brota del subsuelo" y su temperatura es superior a 25 °C o contiene una sustancia específica con una concentración específica. Por tanto, existen onsens fríos.

## Baño mixto

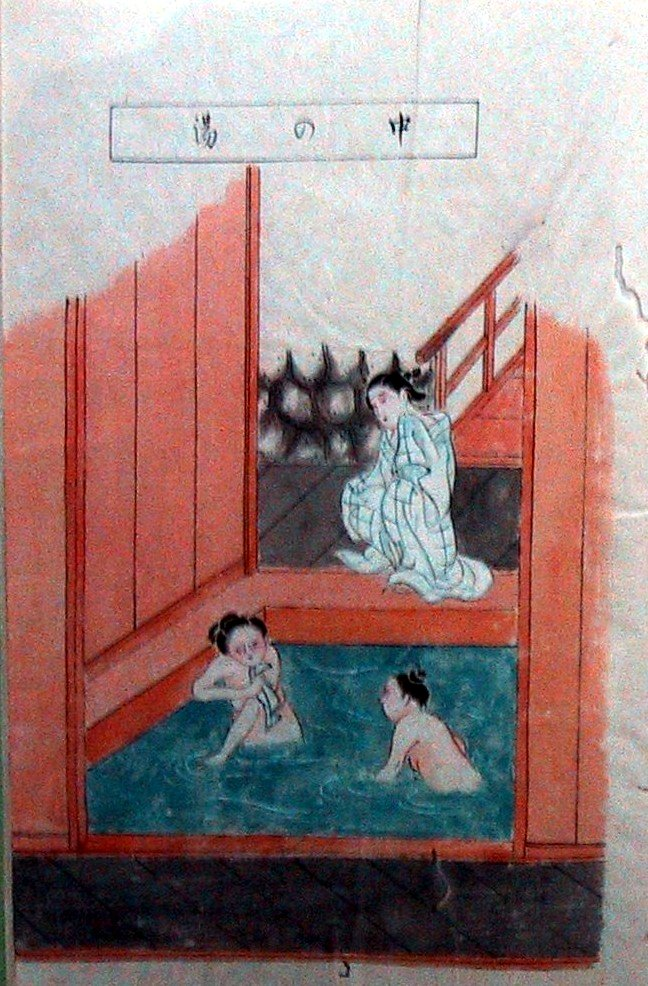
Guía de Hakone de 1811

Tradicionalmente, hombres y mujeres se bañaban juntos tanto en los onsens como en los sentōs, pero la separación por sexos se ha impuesto desde la apertura de Japón a Occidente durante la Restauración Meiji. Baño mixto (混浴 kon'yoku?) persiste en algunos onsen especiales de las zonas rurales de Japón, que suelen ofrecer también la opción de baños separados "sólo para mujeres" o con horarios diferentes para ambos sexos. La Guía Japanoko afirma que "durante la posguerra, cuando Japón decidió abrir sus puertos a otras naciones, se aprobaron leyes contra los baños konyoku para levantar la imagen del país. Como muchos consideraban que bañarse desnudo era lascivo y vulgar, estas leyes se dirigían especialmente a los baños japoneses konyoku. Por otro lado, todavía hay quienes luchan por la continuación de esta práctica alegando que se trata de una cultura japonesa que debe ser atesorada y mantenida. Desgraciadamente, esto no impidió la lenta caída de los establecimientos con baños onsen de género mixto y que ahora se consideran unos de los pocos lugares del país".

## Principalesonsen
- Onsen de Dogo (es considerado uno de los tres más antiguos de Japón)
- Onsen de Hondani
- Onsen de Kawauchi
- Onsen de Minara
- Onsen de Nibukawa